# Newcastle upon Tyne
 For alternative betydninger, se Newcastle. (Se også artikler, som begynder med Newcastle)
Newcastle upon Tyne, normalt omtalt som Newcastle, er en by i Tyne and Wear, North East England, 166 km sydøst for Edinburgh og 446 km nord for London på den nordlige bred af floden Tyne omkring 14 km inde i landet fra Nordsøen. Newcastle er den mest befolkede by i North East, og byen danner kernen i Tyneside konurbation, der er det ottende mest befolkede byområde i Storbritannien. Newcastle er medlem af Core Cities Group og Eurocities-netværket af europæiske byer.
Newcastle var en del af Northumberland indtil 1400, hvor den blev sit eget county, en status som byen beholdt indtil den blev en del af Tyne and Wear i 1974. Personer fra Newcastle og dialekten, der tales i byen og de omkringliggende områder kaldes Geordie. Newcastle rummer Newcastle University, der er medlem af Russell Group, samt Northumbria University. Newcastle er medlem af North of Tyne Combined Authority.
Byen udviklede sig omkring en romerske bosættelse kaldet Pons Aelius og fik navn borgen som blev opført i 1080 af Robert Curthose, Vilhelm Erobrerens ældst søn. Byen voksede og blev et vigtigt centrum for uldhandel i 1300-tallet, og den blev senere et vigtigt område for kulmineindustrien. Havnen udviklede sig i 1500-tallet, og sammen med skibsværfterne længere nede af Tyne var nogle af de størst værfter i verden.
Newcastles økonomi inkluderer adskillige virksomhedshovedkvarterer, læringscentre, teknologi, teknologi, detailhandel, turisme og kultur, og byen bidrager med £13 mia. til Storbritanniens bruttoværditilvækst. Blandt byens vartegn er fodboldklubben Newcastle United og Tyne Bridge. Siden 1981 har der været afholdt halvmaratonløbet Great North Run, med omkring 57.000 løbere.

## Transport
Newcastle Airport blev indviet i 1935, og er beliggende 9,5 kilometer nordvest for centrum af Newcastle. I 2012 ekspederede den godt 4,3 millioner passagerer.

## Kultur
Newcastle rummer adskillige museer og gallerier, hvilket inkluderer Centre for Life med Science Village; Discovery Museum Great North Museum der viser livet i Tyneside, inklusive skibsbygning og opfindelser; og Newcastle on Tyne Museum of Antiquities der i 2009 fusionerede med Great North Museum (Hancock Museum); Seven Stories, der er nationalt center for børnebøger; Side Gallery med historisk og moderne fotokunst fra hele verden og særligt Nordengland; samt Newburn Motor Museum.
Laing Art Gallery er et kunstgalleri som gør en del af sin samling tilgængelig online.

## Notable bysbørn
Skuespilleren Rowan Atkinson, kendt for sin rolle som Mr. Bean, er født i Newcastle.
Guitaristen Hank Marvin, musikeren Sting (Gordon Matthew Thomas Sumner) og fysikeren Peter Higgs er også født i Newcastle.